# Мельница Святого Мартина (Кентербери)
Мельница Святого Мартина ― бывшая ветряная мельница в городе Кентербери, Кент, Англия. На сегодняшний день является жилым домом.

## История
Мельница Святого Мартина была построена в 1817 году Джоном Адамсом. Она работала вплоть до 1890 года и в 1920 году была переоборудована в жилой дом господином Кузенсом. В апреле 1958 года муниципальные власти выступили с инициативой о сносе бывшей мельнице, однако Министерство жилищного строительства и местного самоуправления Великобритании издало приказ о её сохранении.

## Описание
Мельница Святого Мартина представляет собой четырехэтажное кирпичное башенное строение, облицованное цементом. Раньше она имела выпуклую крышу, характерную для кентской архитектуры, и четыре лопасти, которые приводились в движение ветром. На уровне первого этажа находилось производственное помещение. Детали механизма были выполнены из чугуна: некоторые из них сохранились и до наших дней. Жерновами в мельнице служили три пары камней.

## Мельники
За долгие годы работы мельницы в ней сменилось множество мельников: Сэмюэль Биард (1839),Томас Марш (1839, 1849), Уильям Кэннон (1845), М. Гудерсон (1859 - 1862), Д. Люрант (1862), Ричардсон, Брэдли, Робинсон, Бакс, Коакс, Рэкхем и Лоренс.